# Hovin
Hovin es una localidad de la provincia de Trøndelag en la región de Trøndelag, Noruega. Para el 1 de enero de 2017 contaba con una población estimada de 811 habitantes.
Se encuentra ubicada en la parte central del país, cerca del fiordo de Trondheim y de la costa del mar de Noruega. 